# ¿Ahora quién?
«¿Ahora quién?» es una exitosa canción interpretada por el cantante y compositor puertorriqueño Marc Anthony, fue lanzada a mediados del mes de mayo de 2004 y pertenece a su album Amar sin mentiras.
La canción fue escrita y producida por Estefano y Julio Reyes Copello.
Este tema está versionada tanto en pop como en salsa y ha obtenido buen recibimiento por parte del público.

## Vídeo musical
El video fue dirigido por Paula Walker. En el video, Anthony está cantando la canción en una habitación con una mujer y tratando de reflexionar y pensar todo lo que le hizo dicha mujer, cuando estuvieron en la relación.

## Uso en los medios
En 2004 fue utilizada como tema principal de la telenovela mexicana de TV Azteca "La heredera", protagonizada por Silvia Navarro y Sergio Basañez.

## Listas
| Listas (2004)                        | Posición |
| ------------------------------------ | -------- |
| US Billboard Hot 100 Latin Songs     | 25       |
| US Billboard Hot Latin Tracks        | 1        |
| US Billboard Latin Airplay           | 1        |
| US Billboard Latin Pop Airplay       | 1        |
| US Billboard Hot Adult Top 40 Tracks | 20       |
| US Billboard Hot Dance Club Play     | 30       |

### Sucesión y posicionamiento[16][17]
| Predecesor: Vivo y muero en tu piel de Jennifer Peña | U.S. Billboard Hot Latin Tracks — Sencillo N°. 1 (Primera vuelta) 19 de junio de 2004 - 25 de junio de 2004 | Sucesor: Vivo y muero en tu piel de Jennifer Peña |
| Predecesor: Vivo y muero en tu piel de Jennifer Peña | U.S. Billboard Hot Latin Tracks — Sencillo N°. 1 (Segunda vuelta) 10 de julio de 2004 - 16 de julio de 2004 | Sucesor: Vivo y muero en tu piel de Jennifer Peña |

| Predecesor: Vivo y muero en tu piel de Jennifer Peña | U.S. Billboard Latin Pop Airplay — Sencillo N°. 1 (Primera vuelta) 3 de julio de 2004 - 16 de julio de 2004  | Sucesor: Vivo y muero en tu piel de Jennifer Peña    |
| Predecesor: Vivo y muero en tu piel de Jennifer Peña | U.S. Billboard Latin Pop Airplay — Sencillo N°. 1 (Segunda vuelta) 24 de julio de 2004 - 30 de julio de 2004 | Sucesor: Duele el amor de Aleks Syntek y Ana Torroja |